# Termoakustični toplinski stroj
Termoakustični toplinski strojevi (ponekad zvani "TA strojevi") su termoakustični uređaji koji koriste zvučne valove visokih amplituda kako bi crpili toplinu s jednog mjesta na drugo, ili obratno koristeći toplinsku razliku izazivaju zvučne valove visokih amplituda. U principu, termoakustični strojevi mogu se podijeliti na uređaje stojnog vala i putujućeg vala. Ove dvije vrste termoakustičnih uređaja mogu se opet podijeliti u dva razreda termodinamičkih, glavni pokretač (ili jednostavno toplinski stroj), te toplinska pumpa. Glavni pokretač proizvodi rad koristeći toplinu, dok toplinska pumpa stvara ili premješta toplinu koristeći rad.
U usporedbi s klasičnim hladnjacima, termoakustični hladnjaci nemaju rashladnu tekućinu koja je otrovna ili oštećuje ozonski omotač i imaju malo ili nemaju pokretnih dijelova, stoga ne zahtijevaju dinamičko brtvljenje ili podmazivanje.

## Rad

### Pregled uređaja
Termoakustični uređaj u osnovi se sastoji od izmjenjivača topline, rezonatora i stoga (kod uređaja stojnog vala) ili regeneratora (uređaj putujućeg vala). Ovisno o vrsti stroja upravljački uređaj ili zvučnik može se koristiti kao i za stvaranje zvučnih valova.
Ako promatramo cijev zatvorenu na oba kraja, smetnje se mogu pojaviti između dva vala koji putuju u suprotnim smjerovima na određenim frekvencijama. Smetnje uzrokuju rezonanciju stvarajući stojni val. Rezonancija se pojavljuje samo na određenim frekvencijama zvanim rezonancijske frekvencije, a one su uglavnom određene duljinom rezonatora. 
Stog je dio koji se sastoji od malih paralelnih kanala. Kada se stog nalazi na određenoj lokaciji u rezonatoru, dok je stojni val u rezonatoru, temperaturna razlika može se mjeriti preko stoga. Postavljanjem izmjenjivača topline na svakoj strani stoga može se premještati toplina. Suprotno je isto moguće, izazivanjem zvučnog vala stvoriti temperaturnu razliku preko stoga. Prvi primjer je jednostavna toplinska pumpa, a drugi je glavni pokretač.

### Crpljenje topline
Da bismo mogli stvoriti ili premjestiti toplinu, moramo uložiti rad, a zvučna snaga daje taj rad. Kada se stog nalazi unutar rezonatora pojavljuje se pad tlaka. Smetnja između dolaznog i odraznog vala sada je nesavršena jer razlika u amplitudi uzrokuje da stojni val malo putuje, dajući valu zvučnu snagu.
U zvučnom valu čestice plina adijabatski se komprimiraju i ekspandiraju. Tlak i temperatura mijenjaju se istodobno; kada tlak dosegne najmanju ili najveću vrijednost, tako to čini i temperatura. Toplina koja se crpi uzduž stoga u uređaju stojnog vala može se opisati pomoću Braytonovog ciklusa. 
U nastavku je u suprotnom smjeru kazaljke na satu opisan Braytonov ciklus koji se sastoji od četiri procesa za hladnjak kada je plin (radni medij) praćen između dvije ploče stoga.
1. Adijabatska kompresija plina. Kada je radni medij premješten iz svojeg krajnjeg desnog položaja svom krajnjem lijevom položaju adijabatski je komprimiran i tako se temperatura povećava. Na krajnjem lijevom položaju radni medij sada ima veću temperaturu nego topli tanjur.
2. Izobarni prijenos topline. Temperatura radnog medija je viša od temperature ploče uzrokujući da prijenosom topline na ploču kod konstantnog tlaka radnom mediju pada temperatura.
3. Adijabatska ekspanzija plina. Radni medij je premješten natrag iz krajnjeg lijevog položaja u krajnji desni položaj, a zbog adijabatske ekspanzije se hladi na temperatutu nižu od temperature hladne ploče.
4. Izobarni prijenos topline. Temperatura radnog medija sada je niža nego što je temperatura ploče uzrokujući time prijenos topline s hladne ploče na radni medij pri konstantnom tlaku, povećavajući temperaturu medija natrag svojoj izvornoj vrijednosti.

Uređaji putujućeg vala mogu se opisati pomoću Stirlingovog ciklusa.

### Temperaturni gradijent
Uobičajeno je da stroj i toplinska pumpa koriste stog i izmjenjivače topline. Granica između glavnog pokretača i toplinske pumpe dana je od strane operatora temperaturnog gradijenta, koja je srednji temperaturni gradijent podijeljen s kritičnim temperaturnim gradijentom. 
{\displaystyle \mathrm {I} ={\frac {\nabla T_{m}}{\nabla T_{krit}}}}
Srednji temperaturni gradijent je temperaturna razlika širom stoga podijeljena dužinom stoga.
{\displaystyle \nabla T_{m}={\frac {\Delta T_{m}}{\Delta x_{stoga}}}}
Kritični temperaturni gradijent je vrijednost ovisna o nekim karakteristikama uređaja poput frekvencije, područja poprečnog presjeka i radnog medija (plina) koji se koristi.
Ako operator temperaturnog gradijenta premašuje vrijednost jednakoj jedan, srednji temperaturni gradijent veći je od kritičnog temperaturnog gradijenta i stog djeluje kao glavni pokretač. Ako je operator temperaturnog gradijenta manji od jedan, srednji temperaturni gradijent je manji od kritičnog temperaturnog gradijenta i stog djeluje kao toplinska pumpa.

### Teorijska učinkovitost
U termodinamici je najviše ostvariva Carnot-ova učinkovitost. Učinkovitost termoakustičnih toplinskih strojeva može se usporediti s Carnotovom učinkovitosti pomoću operatora temperaturnog gradijenta.
Učinkovitost termoakustičnog stroja dana je izrazom
{\displaystyle \eta ={\frac {\eta _{c}}{\mathrm {I} }}}
Koeficijent učinka (COP) termoakustične toplinske pumpe dan je izrazom
{\displaystyle COP=\mathrm {I} \cdot COP_{c}}

## Izvodi
Korištenjem Navier-Stokesovih jednadžbi za fluide, Rott je uspio izvući jednadžbe specifične za termoakustiku. Swift je nastavio s tim jednadžbama, iz kojih proizlaze izrazi za zvučne snage u termoakustičnim uređajima.

## Učinkovitost u praksi
Najučinkovitiji termoakustični uređaji izgrađeni do sada imaju učinkovitost koja se približava 40% od Carnotovog ograničenja, odnosno oko 20% do 30% ukupne (ovisno o temperaturi toplinskih strojeva ).
Više temperature na toplim krajevima su moguće s termoakustičnim uređajima jer nemaju pokretnih dijelova, čime se omogućuje da Carnotova učinkovitost bude veća. Ovo djelomično može nadoknaditi njihovu nižu učinkovitost, u usporedbi s uobičajenim toplinskim strojevima kao postotni udio Carnota.

## Istraživanja u termoakustici
Suvremeno istraživanje i razvoj termoakustičnih sustava u velikoj se mjeri temelji na radu Rotta (1980.) 
a kasnije Stevena Garretta i Grega Swifta (1988.), 
u kojem su razvijeni linearni termoakustični modeli kako bi se formiralo osnovno kvantitativno razumijevanje i numerički modeli za izračun. Komercijalni interes je rezultirao u specijaliziranim područjima kao što su kriogene primjene malog do srednjeg razmjera. 

### Povijest
Povijest termoakustičnog stroja na topli zrak počela je oko 1887., kada je Lord Rayleigh proučavao mogućnost crpljenja topline sa zvukom. Nakon toga je bilo malo istraživanja sve do Rottovog rada u 1969.
Vrlo jednostavan termoakustični stroj na topli zrak je Rijkeova cijev koja pretvara toplinu u zvučnu energiju. Ipak, ovaj uređaj koristi prirodnu konvekciju.

### Trenutna istraživanja
Orest Symko je na Sveučilištu u Utahu počeo istraživački projekt u 2005. pod nazivom Termo akustična piezo energetska pretvorba (Thermal Acoustic Piezo Energy Conversion; TAPEC).
Tvrtka Score Ltd. je nagrađena s 2 milijuna funti u ožujku 2007. za istraživanje štednjaka koji će također dostaviti električnu energiju i hlađenje pomoću termo-akustičnog efekta za uporabu u zemljama u razvoju.
Tvrtka Cool Sound Industries, Inc. razvija klimatizacijski sustav koji koristi termoakustičnu tehnologiju, s naglaskom na KGH (grijanje, ventilacijai klimatizacija)  primjenama.  Od sustava je traženo da ima visoku učinkovitost i niske troškove u usporedbi s konkurentnim rashladnim tehnologijama, a da ne koristi HFC(hidrofluorokarbone) ni HCFC(klorofluorokarbone) i nema mehanički kompresor.
Tvrtka Q-Drive, Inc. je također uključena u razvoju termoakustičnih uređaja za hlađenje, s naglaskom na kriogenim primjenama.

## Također pogledajte i:
- SASER, Pojačanje zvuka poticanom emisijom zračenja (Sound Amplification by Stimulated Emission of Radiation)

## Vanjske poveznice
- Score Stove, UK  Arhivirana inačica izvorne stranice od 18. ožujka 2012. (Wayback Machine)
- Los Alamos National Laboratory, New Mexico, USA  Arhivirana inačica izvorne stranice od 2. rujna 2007. (Wayback Machine)
- Cool Sound Industries, Inc.  Arhivirana inačica izvorne stranice od 30. siječnja 2013. (Wayback Machine)
- Penn State University, USA  Arhivirana inačica izvorne stranice od 1. srpnja 2018. (Wayback Machine)
- The Power of Sound, American Scientist Online
- Thermoacoustics at the University of Adelaide, Australia, web archive backup: Discussion Forum
- Adelaide University[neaktivna poveznica]
- Hear That? The Fridge Is Chilling, Wired Magazine article